# フェニーチェ劇場管弦楽団
フェニーチェ劇場管弦楽団（イタリア語: Orchestra del Teatro La Fenice）は、イタリア・ヴェネツィアにあるフェニーチェ劇場（Teatro La Fenice）専属のオーケストラである。

## 沿革
劇場は1792年に設立。イタリアを代表する歌劇場の一つとして、ヴェルディの歌劇「椿姫」「リゴレット」など多数の初演を行っている。近年の指揮者はエリアフ・インバル、イサーク・カラプチェフスキー、マルチェッロ・ヴィオッティらが務めている。オーケストラは劇場での演奏のほか、シンフォニーコンサートも行っている。
レコーディングはオペラのライブ録音がある他、ロリン・マゼール指揮でマーラーの交響曲「大地の歌」がある。